# Żywopłon
Żywopłon (Aeschynomene) – rodzaj roślin z rodziny bobowatych (Fabaceae). Obejmuje ponad 160 gatunków występujących na wszystkich kontynentach w strefie międzyzwrotnikowej. Są to rośliny wyróżniające się liśćmi często wrażliwymi na dotyk i bardzo lekkim drewnem. Do tego rodzaju należy gatunek (A. hispida), którego gęstość drewna w porównaniu do wody wynosi 0,044, co stanowi najmniejszą znaną wartość dla tego surowca. Drewno różnych gatunków wykorzystywane jest do wyrobu kapeluszy przeciwsłonecznych (A. indica) lub wyrobu tratw i pływaków (A. elaphroxylon). 

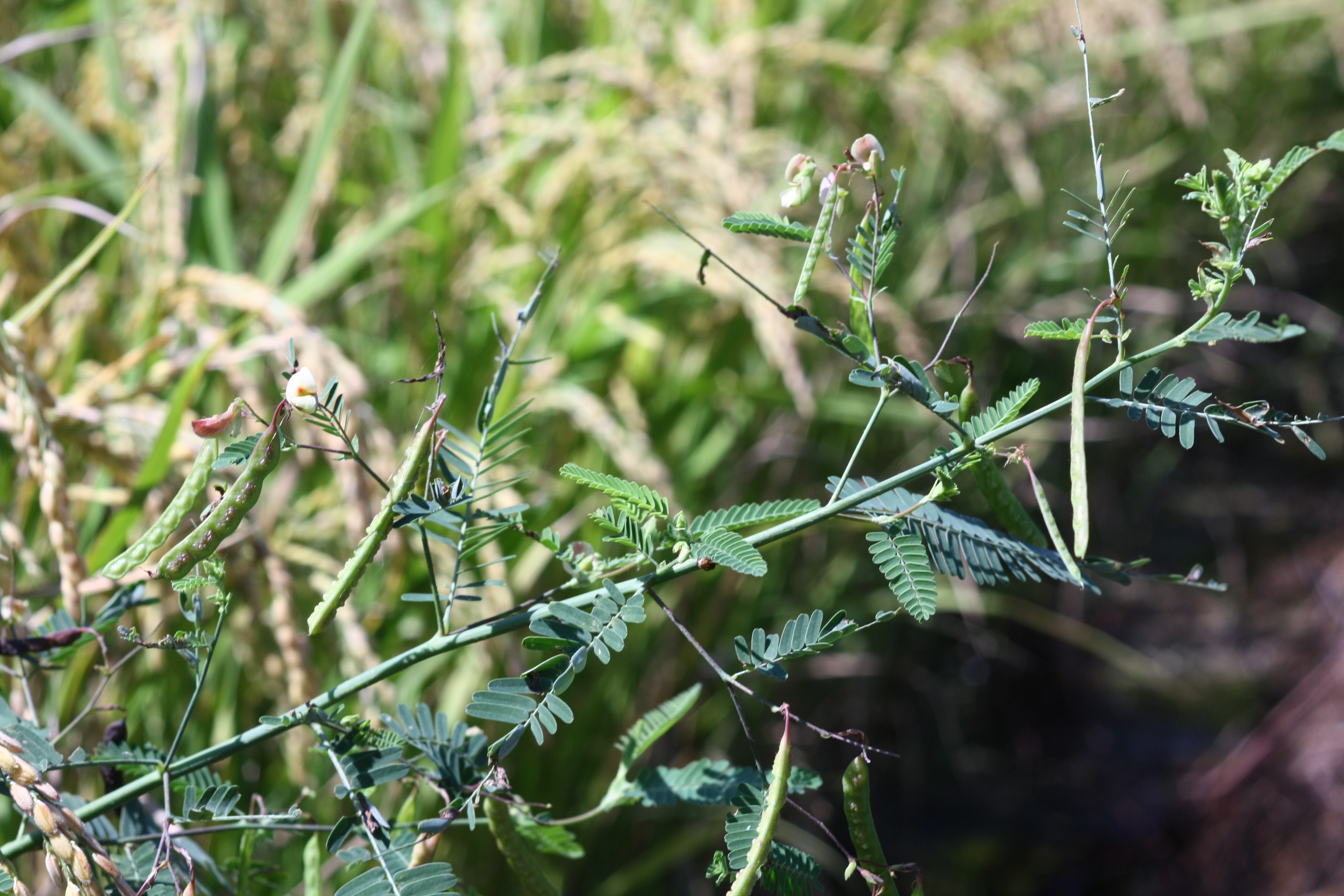
Pęd Aeschynomene indica

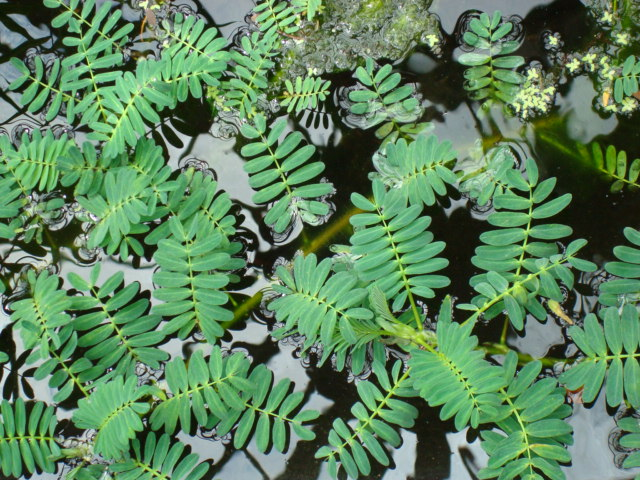
Pływające pędy Aeschynomene fluitans

## Morfologia
Rośliny zielne i krzewy. Pędy często okryte są gruczołowymi włoskami. Łodyga prosto rosnąca lub płożąca się, często wydrążona lub z miękiszem powietrznym. Liście pierzastozłożone, z ponad 20 naprzeciwległymi listkami. Przylistki okazałe. Kwiaty niewielkie lub średniej wielkości, zwykle zebrane po kilka w kątach liści w niewielkie grona, wsparte parami przysadek. Kielich z dwoma zwykle błoniastymi wargami, jedną – trójdzielną, drugą – dwudzielną. Płatki korony najczęściej żółte. Strąk ścieśniony i podzielony na 4–8 jednonasiennych członów.

## Systematyka
Pozycja według APweb (aktualizowany system APG III z 2009)
Jeden z rodzajów plemienia Dalbergieae z podrodziny bobowatych właściwych (Faboideae) z rodziny bobowatych (Fabaceae) należącej do rzędu bobowców (Fabales) reprezentującego dwuliścienne właściwe.
Wykaz gatunków
| - Aeschynomene abyssinica (A.Rich.) Vatke - Aeschynomene acapulcensis Rose - Aeschynomene acutangula Baker - Aeschynomene afraspera J.Leonard - Aeschynomene americana L. - Aeschynomene amorphoides (S.Watson) Robinson - Aeschynomene angolense Rossberg - Aeschynomene aphylla Wild - Aeschynomene aspera L. - Aeschynomene batekensis Troch. & Koechlin - Aeschynomene baumii Harms - Aeschynomene bella Harms - Aeschynomene benguellensis Torre - Aeschynomene bracteosa Baker - Aeschynomene bradei Rudd - Aeschynomene brasiliana (Poir.) DC. - Aeschynomene brevifolia Poir. - Aeschynomene brevipes Benth. - Aeschynomene bullockii J.Leonard - Aeschynomene burttii Baker f. - Aeschynomene carichanica (Rudd) G.B. Rodr. & G. Agostini - Aeschynomene carvalhoi G.P.Lewis - Aeschynomene chimanimaniensis Verdc. - Aeschynomene ciliata Vogel - Aeschynomene compacta Rose - Aeschynomene crassicaulis Harms - Aeschynomene cristata Vatke - Aeschynomene curtisiae Johnston - Aeschynomene deamii Robinson & Bartlett - Aeschynomene debilis Baker - Aeschynomene deightonii Hepper - Aeschynomene denticulata Rudd - Aeschynomene dimidiata Baker - Aeschynomene egena (J.F.Macbr.) Rudd - Aeschynomene elaphroxylon (Guill. & Perr.) Taub. - Aeschynomene elegans Cham. & Schltdl. - Aeschynomene evenia C.Wright - Aeschynomene falcata (Poir.) DC. - Aeschynomene fascicularis Cham. & Schltdl. - Aeschynomene filosa Benth. - Aeschynomene fluitans Peter - Aeschynomene fluminensis Vell. - Aeschynomene foliolosa Rudd - Aeschynomene fructipendula Abruzzi de Oliveira - Aeschynomene fulgida Baker - Aeschynomene gazensis Baker f. - Aeschynomene genistoides (Taub.) Rudd - Aeschynomene glabrescens Baker - Aeschynomene glauca R.E.Fr. - Aeschynomene goetzei Harms - Aeschynomene gracilipes Taub. - Aeschynomene gracilis Vogel - Aeschynomene grandistipulata Harms - Aeschynomene guatemalensis (Standl. & Steyerm.) Rudd - Aeschynomene heurckeana Baker - Aeschynomene hintonii Sandwith - Aeschynomene histrix Poir. - Aeschynomene indica L. - Aeschynomene interrupta Benth. - Aeschynomene inyangensis Wild - Aeschynomene katangensis De Wild. - Aeschynomene kerstingii Harms - Aeschynomene langlassei Rudd - Aeschynomene latericola Verdc. - Aeschynomene lateritia Harms - Aeschynomene laxiflora Baker - Aeschynomene leptophylla Harms - Aeschynomene leptostachya Benth. - Aeschynomene lorentziana Bacigalupo & Vanni - Aeschynomene lyonnetii Rudd - Aeschynomene magna Rudd - Aeschynomene marginata Benth. - Aeschynomene martii Benth. - Aeschynomene maximistipulata Torre - Aeschynomene mediocris Verdc. - Aeschynomene megalophylla Harms - Aeschynomene mimosifolia Vatke - Aeschynomene minutiflora Taub. - Aeschynomene mollicula Kunth - Aeschynomene monteiroi Alf.Fern. & P.Bezerra - Aeschynomene montevidensis Vogel | - Aeschynomene mossambicensis Verdc. - Aeschynomene mossoensis J.Leonard - Aeschynomene multicaulis Harms - Aeschynomene nana Rudd - Aeschynomene neglecta Hepper - Aeschynomene nematopoda Harms - Aeschynomene nicaraguensis (Oerst.) Standl. - Aeschynomene nilotica Taub. - Aeschynomene nivea Brandegee - Aeschynomene nodulosa (Baker) Baker f. - Aeschynomene nyassana Taub. - Aeschynomene nyikensis Baker - Aeschynomene oligophylla Harms - Aeschynomene oroboides Benth. - Aeschynomene palmeri Rose - Aeschynomene paniculata Vogel - Aeschynomene paraguayensis Rudd - Aeschynomene pararubrofarinacea J.Leonard - Aeschynomene parviflora Micheli - Aeschynomene patula Poir. - Aeschynomene paucifolia Vogel - Aeschynomene paucifoliolata Micheli - Aeschynomene petraea Robinson - Aeschynomene pfundii Taub. - Aeschynomene pinetorum Brandegee - Aeschynomene pleuronervia DC. - Aeschynomene pluriarticulata G.Don - Aeschynomene podocarpa Vogel - Aeschynomene pratensis Small - Aeschynomene pringlei Rose - Aeschynomene pseudoglabrescens Verdc. - Aeschynomene pulchella Baker - Aeschynomene purpusii Brandegee - Aeschynomene pygmaea Baker - Aeschynomene racemosa Vogel - Aeschynomene rehmannii Schinz - Aeschynomene rhodesica Harms - Aeschynomene riedeliana Taub. - Aeschynomene rivularis Frapp. - Aeschynomene rosei C.V.Morton - Aeschynomene rostrata Benth. - Aeschynomene rubrofarinacea (Taub.) F.White - Aeschynomene rubroviolacea J.Leonard - Aeschynomene rudis Benth. - Aeschynomene ruspoliana Harms - Aeschynomene sansibarica Taub. - Aeschynomene scabra G.Don - Aeschynomene schimperi A.Rich. - Aeschynomene schindleri R.Vig. - Aeschynomene schliebenii Harms - Aeschynomene scoparia Kunth - Aeschynomene selloi Vogel - Aeschynomene semilunaris Hutch. - Aeschynomene sensitiva Sw. - Aeschynomene siifolia Baker - Aeschynomene simulans Rose - Aeschynomene solitariiflora J.Leonard - Aeschynomene sparsiflora Baker - Aeschynomene standleyi A.R.Molina - Aeschynomene stipitata Burtt Davy - Aeschynomene stipulosa Verdc. - Aeschynomene stolzii Harms - Aeschynomene tambacoundensis Berhaut - Aeschynomene tenuirama Baker - Aeschynomene tenuis Griseb. - Aeschynomene trigonocarpa Baker f. - Aeschynomene tsaratanensis Du Puy & Labat - Aeschynomene tumbezensis J.F.Macbr. - Aeschynomene uniflora E.Mey. - Aeschynomene unijuga (M.E.Jones) Rudd - Aeschynomene upembensis J.Leonard - Aeschynomene venezolana (Rudd) G.B. Rodr. & G. Agostini - Aeschynomene venulosa Verdc. - Aeschynomene vigil Brandegee - Aeschynomene villosa Poir. - Aeschynomene virginica (L.) Britton & al. - Aeschynomene viscidula Michx. - Aeschynomene vogelii Rudd - Aeschynomene warmingii Micheli - Aeschynomene weberbaueri Ulbr. |